# Rebound
Rebound (en español Rebote) es una película de comedia de 2005, dirigida por Steve Carr, producida por Robert Simonds y protagonizada por Martin Lawrence.

## Argumento
Roy McCormick (Martin Lawrence) es un exitoso entrenador del baloncesto universitario. A causa de su popularidad, Roy llega a ser muy presumido y egocéntrico. Tiene problemas de ira los cuales lo preceden a su trabajo. Después de matar por accidente a la mascota de un equipo, Roy es suspendido de la NCBA hasta que puede controlar sus problemas de ira. A raíz de esto, la reputación de Roy empieza a decaer, despojándolo de muchos de sus lujos y estar sin trabajo por un tiempo.
Sin embargo, le llega una oferta de trabajo como entrenador de baloncesto para Mount Vernon Junior High School, escuela donde Roy se había graduado cuando era adolescente. Al principio, no quiso aceptarlo porque era denigrante para su reputación pero debido a que no habían alternativas, acepta dirigir al equipo de su antigua escuela. Al momento de conocer a su equipo (los Smelthers de Mount Vernon), se dio cuenta de que la mayor parte no sabía jugar baloncesto por lo que estaba en otro problema más: convertir a un equipo sin talento y habilidad en uno de los mejores de la liga. Para esto, añade a algunos elementos extra al equipo, como dos jugadores totalmente diferentes a los otros y poner al antiguo entrenador como su asistente personal y colaborador.
Al principio, los Smelthers no tienen mucho éxito pero Roy los pone a prueba, sometiéndolos a diferentes retos, los cuales ayuda mucho al equipo. Con el pasar del tiempo, los Smelthers son uno de los mejores equipos, Roy cambia de actitud y consolida su nueva imagen ante los medios.

## Reparto
- Martin Lawrence - Roy McCormick
- Wendy Raquel Robinson - Jeanie Ellis
- Breckin Meyer - Tim Fink
- Megan Mullally - Directora Mary Walsh
- Oren Williams - Keith Ellis
- Eddy Martin - One Love
- Steven C. Parker - "Sledgehammer" Big Wes
- Steven Anthony Lawrence - Ralph
- Logan McElroy - Fuzzy
- Gus Hoffman - Goggles
- Tara Correa - Margaret "Big Mac"
- Fred Stoller - Carl
- Patrick Warburton - Larry Burgess
- Alia Shawkat - Amy
- Amy Bruckner - Annie

## Recepción

### Crítica de recepción
La película recibió comentarios altamente negativos. Rotten Tomatoes la calificó con 13%, basada en 90 reseñas, con una calificación promedio de 3.7/10. Metacritic determinó una puntuación de 36/100, basada en 25 críticos, lo que indica una crítica negaiva general.

### Taquilla
La película tuvo un presupuesto de 33,1 millones de dólares con una recaudación de 17,5 millones de dólares lo que financieramente, Rebound fue un fracaso.